# (221712) Moléson
(221712) Moléson est un astéroïde de la ceinture principale.

## Description
(221712) Moléson est un astéroïde de la ceinture principale. Il fut découvert le 10 mars 2007 à l’Observatoire d’Ependes par Peter Kocher. Il présente une orbite caractérisée par un demi-grand axe de 2,63 UA, une excentricité de 0,20 et une inclinaison de 5,5° par rapport à l'écliptique.

## Compléments